# エルワク
エルワク（El Wak）はケニアの北東州、マンデラ県の町。すぐ東にソマリア国境があり、エルワクから東に10キロメートルほどの位置にソマリアのエルベルハギア（El beru hagia）の町がある。また、北東のマンデラ、南西のワジールを結ぶイシオロ・マンデラ・ロードのほぼ中間に位置する。
エルワクの「エル」は井戸を意味し、この付近の地名に多くみられる。東の隣国ソマリアに入ってからもエルワクと呼ばれ、ゲド州にはエルワク県がある。
町にはいくつものワジ（涸れ谷）がある。雨季は2度あり、3月から5月、10月から12月である。雨は雨季に集中して降り、乾季にはほとんど降らない。
住民の多くは遊牧民で、家畜の肉や乳を食糧としている。家畜はウシ、ラクダ、ヤギなどが多い。食糧としての獣乳の重要性は、南部の町ワジールよりも高い。乳はギー（バターの一種）にも加工される。
家畜は自分らの食糧としてだけではなく、市場でも取引される。エルワクでは女性が作った敷物やロープも取引される。キャベツなども取引されており、季節によってはトマトや玉ねぎも市場に出る。ごく稀にバナナ、マンゴー、スイカが売られることもある。

## 近年の動向
1992年には隣国のソマリア内戦を受け、エルワクに難民サイトを設けることが計画されている。
ケニア北東部を襲った2005年の旱魃の被害はエルワクでも大きく、国境なき医師団の2006年の調査では、栄養失調によりクワシオルコルの症状さえ発生している。旱魃の後の11月には今度は洪水が襲い、2007年初頭には再び旱魃となった。
2008年にはソマリア国境から2キロメートル以上離れたところで、イタリア人のカトリック修道女2名が誘拐される事件が起きている。